# Belbèze-de-Lauragais
Belbèze-de-Lauragais är en kommun i departementet Haute-Garonne i regionen Occitanien i södra Frankrike. Kommunen ligger i kantonen Montgiscard som tillhör arrondissementet Toulouse. År 2022 hade Belbèze-de-Lauragais 127 invånare.

## Befolkningsutveckling
Antalet invånare i kommunen Belbèze-de-Lauragais
Referens:INSEE